# Dark metal
Dark metal este un subgen al muzicii heavy metal cu origini stilistice din gothic metal și extreme metal.

## Formații dark metal
Printre reprezenții dark metal se numără formațiile Black Sabbath, Slayer, Megadeth, Alice in Chains, Anthrax, Judas Priest, Evergrey, Tool, Iron Maiden, Paradox, și Kekal.